# Grimpa-soques bigotut
El  grimpa-soques bigotut (Xiphocolaptes falcirostris) és una espècie d'ocell de la família dels furnàrids (Furnariidae) que habita localment els boscos del nord-est del Brasil.

## Descripció
És un gros grimpa-soques amb bec feixuc. Té un plomatge poc marcat, però destaca el color camussa de la cella, la franja del bigoti i la gola. Cap altre grimpa-soques dins de la seva distribució té un bec tan gran i fort. Habita boscos secs caducifolis i caatinga boscosa. La crida és una sèrie de notes gemegades no gaire melòdiques.
S'alimenta de larves d'insectes, formigues, cargols i escarabats. La cria és probablement a l'estiu austral.

## Distribució
La destrucció generalitzada del bosc sec a l'interior del Brasil n'ha reduït ràpidament la població. Les poblacions restants estan molt fragmentades i continuen disminuint. Per tant, l'espècie es qualifica com a vulnerable.